# دراژینیچه
دراژینیچه (به صربی: Dražiniće) یک منطقهٔ مسکونی در صربستان است که در کرالیفو واقع شده‌است. دراژینیچه ۱۰۸ نفر جمعیت دارد.